# 시코쿠견

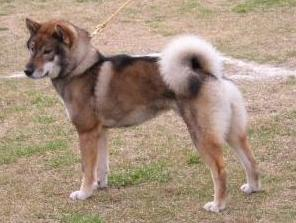

시코쿠견(四国犬, Shikoku-ken) 또는 고치켄(高知犬)은 시코쿠섬이 원산지인 일본의 개 품종이다. 1937년 일본에 의해 중요문화재로 지정됐다.

## 특징
시코쿠는 키가 46~55cm(18.1~21.6인치)이고 참깨색(끝이 검은색인 빨간색), 검정색과 황갈색 또는 빨간색이 있다. 참깨색 털은 다양한 채도와 검은색 색소에서 발견된다. 이 견종에서는 허용되지 않는 색상이기 때문에 거의 볼 수 없는 크림색 털도 있다. 이러한 모든 색상에는 일반적으로 몸 아래쪽, 눈, 주둥이, 다리 근처에 "우라지로"라고 불리는 흰색이 혼합되어 있다. 시코쿠는 1년에 적어도 1~2번 정도 털갈이를 하는 경향이 있다. 이 개는 뾰족한 귀와 구부러진 꼬리가 있는 상당히 두꺼운 털을 가지고 있다. 신체 구조는 일반적으로 스피츠 유형이다. 정사각형 몸체, 쐐기 모양의 머리, 뾰족한 삼각형 귀 및 두껍게 말린 꼬리이다.
시코쿠견의 체중은 14~23kg(31~51lb)이다(수컷, 키 약 20인치, 암컷, 키 약 18.5인치). 이 개는 중간 크기로 간주된다.